# Українсько-маршальські відносини
Українсько-маршальські відносини — відносини між Україною та Республікою Маршаллові Острови. 
Маршаллові Острови визнала незалежність України 22 грудня 1995 року, того ж дня країни встановили дипломатичні відносини.
Інтереси громадян України в Республіці Маршаллові Острови захищає Посольство України в Японії.

## Історія
Республіка Маршаллові острови підтримала Резолюцію ГА ООН «Територіальна цілісність України» від 27.03.2014 р., а також резолюції «Ситуація з правами людини в АРК» у 2016-2021 рр. та резолюції «Проблема мілітаризації АРК» у 2018-2021 рр.
Після початку повномасштабної збройної агресії РФ проти України Маршаллові острови засудили вторгнення РФ в Україну та підтримали всі українські резолюції в ГА ООН у 2022-2023 рр.
Маршаллові Острови також приєднались до колективних заяв Форуму тихоокеанських островів щодо ситуації в Україні, які містили засудження російської агресії та порушення суверенітету та територіальної цілісності України, заклик до РФ припинити спробу незаконної анексії українських територій, а також забезпечити деескалацію ситуації та вивести російські війська за лінію міжнародно визнаних кордонів України.

## Торгівля
За підсумками 2021 року обсяг торгівлі товарами між Україною та Маршалловими Островами склав 414,2  тис. дол. США. Експорт товарів з України до Маршаллових островів в 2021 році становив 414,2 тис. дол. США. Імпорт товарів з Маршаллових Островів до України не здійснювався. Основні статті експорту: палива мінеральні, нафта та продукти її перегонки; алкогольні та безалкогольні напої; оцет; м'ясо та їстівні субпродукти; чорні метали, вироби з чорних металів.
За даними Державної митної служби України, за 2022 рік обсяг двосторонньої торгівлі склав 5,4 млн дол. США (український експорт).